# 신부여 돌아오라
"신부여 돌아오라"는 한국에서 제작된 안성찬 감독의 1960년 영화이다. 박암 등이 주연으로 출연하였고 김영철 등이 제작에 참여하였다.

## 출연

### 주연
- 박암
- 도금봉
- 최삼

## 기타
- 조명: 김석진
- 녹음: 이경순
- 미술: 이봉선